# Thylakoid
Tylakoider er membran-afgrænsede afdelinger inden i cyanobakterierne og grønkornene hos de grønne planter. Det er inde i dem, at den lyskrævende fase af fotosyntesen foregår. Selve ordet "tylakoid" kommer af græsk thylakos = "sæk". Tylakoider består af en tylakoid membran, der omgiver et tylakoidt lumen. Tylakoider i grønkorn danner ofte stakke, der kaldes grana (ental: granum). Grana kommer af latin "stakke af mønter". Disse grana er forbundne via intergrana eller stroma-tylakoider, der samler granumstakkene til én samarbejdende del af grønkornet.